# Нордхауг, Ларс Петер
Ларс Петер Нордхауг (норв. Lars Petter Nordhaug, род. 14 мая 1984 в Тёнсберге, Норвегия) — бывший норвежский профессиональный шоссейный велогонщик. Чемпион Норвегии 2006 года в групповой гонке.

## Достижения
2005
1-й  Чемпионат Норвегии U23 в групповой гонке
2006
1-й  Чемпионат Норвегии в групповой гонке
2008
1-й  Фестнингсриттет
1-й  Очковая классификация
1-й — Этапы 2 & 3
1-й  Горная классификация Рона–Альпы Изер Тур
3-й Чемпионат Норвегии в групповой гонке
2009
1-й — Этап 5 Тур Нормандии
2-й Тур Ирландии
1-й — Этап 3
2010
1-й — Этап 1 (КГ) Тур Катара
2012
1-й Гран-при Монреаля
1-й Трофео Дейя
1-й — Этап 3 Тур Дании
Чемпионат Норвегии 
2-й Групповая гонка
3-й Индивидуальная гонка
3-й Тур Норвегии
6-й Тур Страны Басков
2013
1-й  Горная классификация Арктическая гонка Норвегии
2-й Тур Фьордов
8-й Гран-при Монреаля
2014
3-й Арктическая гонка Норвегии
1-й — Этап 1
2015
1-й  Тур Йоркшира
1-й  Очковая классификация
1-й — Этап 1